# Riserva naturale orientata Isola delle Femmine
La riserva naturale orientata Isola delle Femmine è un'area naturale protetta che si trova sull'omonimo isolotto situato a circa trecento metri dalla costa prospiciente il comune di Isola delle Femmine nella città metropolitana di Palermo. Istituita dalla Regione Sicilia nel 1997 ed affidata alla LIPU dal 1998, è nata per tutelare il patrimonio floristico locale e per favorire la sosta delle specie faunistiche che sostano sull'isola nei loro movimenti migratori.

## La flora
La flora presente sull'isola è costituita da 144-145 specie diverse alcune delle quali specifiche del luogo. Fra esse si possono ricordare l'asfodelo, l'iris, la salicornia, la speronella, la romulea, il ginestrino delle scogliere e molti altri. La superficie dell'isola presenta piccoli prati, cespugli di macchia mediterranea e prateria steppica nella parte più elevata.

## La fauna
La fauna è costituita da specie stanziali e molte specie di uccelli migratori presenti in diverse epoche dell'anno. Fra i più diffusi si possono ricordare fra i rapaci la poiana ed il falco pellegrino mentre fra i migratori occorre sottolineare la presenza del cormorano, della garzetta, dell'airone cenerino oltre al martin pescatore ed altre specie meno comuni. Il fatto che l'isola non sia abitata costituisce uno dei motivi per cui queste specie vi sostano lungo la loro migrazione fra l'Africa ed il nord Europa. Fra le specie terrestri esistono numerosi i conigli selvatici, varie specie di lucertola e numerosi coleotteri.
Sul fondale marino esiste una vasta gamma di fauna favorita dalla purezza delle acque e dalla limpidezza del mare. Fra le specie faunistiche si annovera la murena, l'aragosta e la cernia oltre ad altre specie di pesci di scoglio, cavallucci marini, stelle marine e varie tipologie di molluschi. Si trovano inoltre colonie di gorgonie rosse, corallo rosso e attinie.

## I fondali
I fondali, con profondità diverse fra la zona dell'isola fronteggiante la terraferma e quella affacciata sul mare aperto, presentano diversi reperti archeologici di età romana e greca a quelli di periodi più recenti.
La limpidezza delle acque consente una visione eccellente ai sub che si immergono per godere delle bellezze naturali dei fondali dell'isola, che sono protetti in quanto parte dell'area marina Capo Gallo-Isola delle femmine.

## Orari di visita
La riserva è visitabile dietro appuntamento.